# Jacob Jensen Holm
 Der er flere personer med dette navn, se Jacob Holm.
Jacob Jensen Holm (født 1543 i Viborg, død 29. maj 1609) var en dansk biskop, søn af borgeren Jens Knudsen Holm og Karen Sørensdatter Klyne.  
Holm skal være blevet student fra Viborg Skole og rejste 1571 med Absalon Juel fra Mejlgård til Wittenberg, hvor han fortsatte sine studier i samliv med Melanchthons disciple. I 1574 skal han have taget magistergraden, og samme år udgav han en græsk afhandling om "Dyden". Efter sin hjemkomst virkede han i en længere årrække i Viborg, først, fra 1574 af, som rektor og senere, fra 1582 af, som sognepræst ved Domkirken. Iblandt hans disciple i Viborg Skole må nævnes den senere bekendte biskop Hans Poulsen Resen. I 1587 blev han biskop i Aalborg. I 1604 var han med de øvrige jyske bisper hos Christian IV i Haderslev, vistnok for at forhandle om en ny skoleordning, og 1606 deltog han i en forhandling om eksorcismens afskaffelse, som han bestemt frarådede. Han ægtede 1. (1577) Else (død 1591), datter af biskop Peder Thøgersen i Viborg, 2. (1595) Elsebeth (død 1641), datter af borgmester Peder Hegelund i Ribe. Hun blev siden gift med Holms eftermand, biskop Christen Hansen Riber, dog efter et andet ægteskab med Laurits Hansen Skriver (1579 Tønder-1630 Ålborg).